# Tiên Phong (Quảng Nam)
Tiên Phong is een xã in het district Tiên Phước, een van de districten in de Vietnamese provincie Quảng Nam. Tiên Phong heeft ruim 4100 inwoners op een oppervlakte van 20,7 km².

## Geografie en topografie
Tiên Phong ligt in het noordoosten van de huyện Tiên Phước.